# Elliptera clausa
Elliptera clausa là một loài ruồi trong họ Limoniidae. Chúng phân bố ở miền Tân bắc.